# 211-я ночная бомбардировочная авиационная дивизия
211-я ночная бомбардировочная авиационная дивизия (211-я нбад) — соединение Военно-Воздушных сил (ВВС) Вооружённых Сил РККА бомбардировочной авиации, принимавшее участие в Великой Отечественной войне, переформированное в 211-ю штурмовую авиационную дивизию.

## История наименований дивизии
- 7-я смешанная авиационная дивизия;
- ВВС 3-й ударной армии;
- 211-я ближнебомбардировочная авиационная дивизия[1];
- 211-я ночная бомбардировочная авиационная дивизия[1];
- 211-я штурмовая авиационная дивизия[1];
- 211-я штурмовая авиационная Невельская дивизия[1];
- 211-я штурмовая авиационная Невельская Краснознамённая дивизия[1];
- 211-я штурмовая авиационная Невельская Краснознамённая ордена Суворова дивизия[1];
- 211-я штурмовая авиационная Невельская дважды Краснознамённая ордена Суворова дивизия[1];
- 211-я штурмовая авиационная Невельская ордена Ленина дважды Краснознамённая ордена Суворова дивизия[1];
- 211-я истребительно-бомбардировочная авиационная Невельская ордена Ленина дважды Краснознамённая ордена Суворова дивизия[1];
- Войсковая часть (Полевая почта) 35528[1].

## История и боевой путь дивизии
211-я ночная бомбардировочная авиационная дивизия переформирована 6 января 1943 года из 211-й ближнебомбардировочной авиационной дивизии. Дивизия принимала участи в Великолукской и Ржевско-Вяземской наступательной операциях.

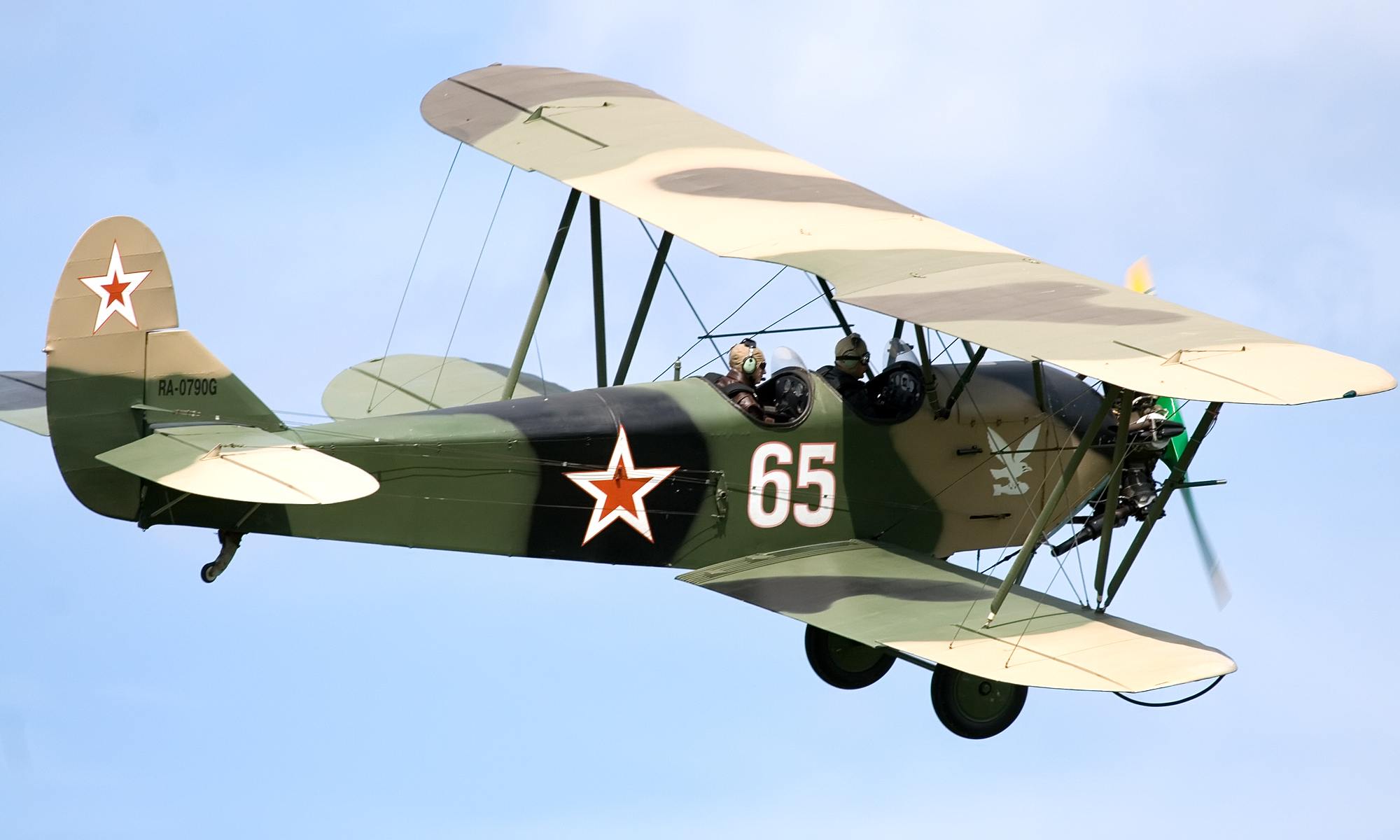
Самолет По-2 (У-2) был на вооружении полков дивизии на протяжении всего периода боевых действий.

Приказом командующего 3-й воздушной армии № 01/01 от 06.01.1943 г. в состав дивизии вошли:
- 23-й гвардейский ночной бомбардировочный авиационный полк У-2, аэродром Зайково;
- 373-й ночной бомбардировочный авиационный полк Р-5, аэродром Ям Столыпино;
- 930-й Комсомольский ночной бомбардировочный авиационный полк У-2, аэродром Фелистово;
- 991-й ночной бомбардировочный авиационный полк У-2, аэродром Фелистово[4][6].

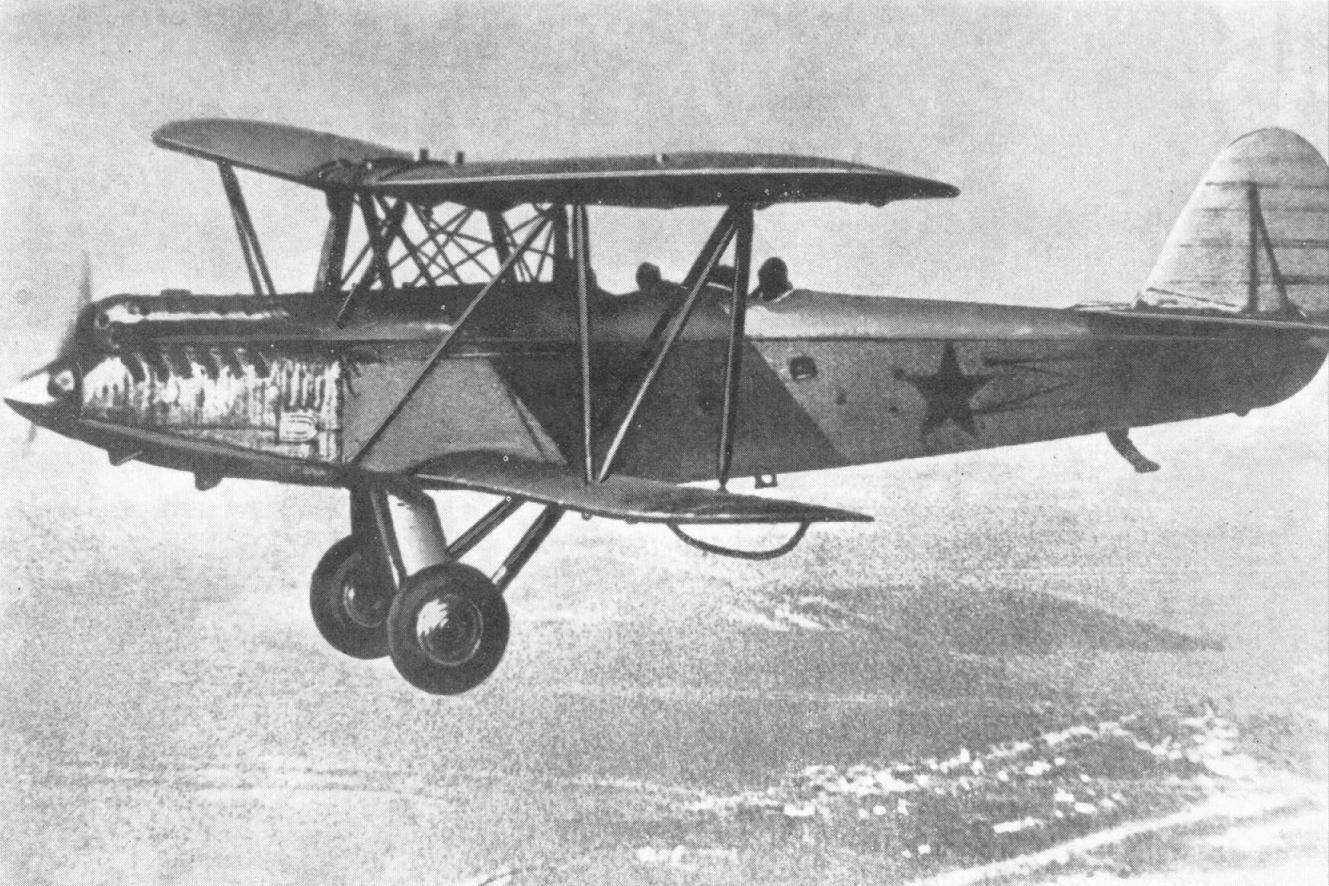
Самолет Р-5 стоял на вооружении 373-го полка дивизии на протяжении всего периода боевых действий.

В конце марте 1943 года дивизия перебазировалась с Филистовского аэроузла на новый аэроузел Бухорь: 930-й нбап — аэродром Михалёво, 991-й нбап — Войлово, 373-й нбап — Бухорь, 23-й гв. нбап — Кочегарово (Псковская область).
В середине апреля из состава дивизии вышли 23-й гвардейский ночной бомбардировочный авиационный полк и 930-й Комсомольский ночной бомбардировочный авиационный полк. При этом 930-й нбап перебазирован на аэродром Тушино в распоряжение коменданта 3-й резервной бригады, 23-й гвардейский нбап перебазирован на аэродром Медвежьи Озера в распоряжение коменданта 3-й резервной бригады. На основании шифротелеграммы штаба 3-й воздушной армии № 1477/Ш от 04.05.1943 г. Приказом командира дивизии № 0081 от 5 мая 1943 года 373-й ночной бомбардировочный авиационный полк передан в непосредственное подчинение командующего 3-й воздушной армии, 991-й ночной бомбардировочный авиационный полк передал всю технику и 7 лётчиков в 373-й ночной бап, остальной личный состав убыл в город Алатырь.
В начале мая в состав дивизии вошли три штурмовых полка на Ил-2 и 8 мая 1943 года дивизия переименована в 211-ю штурмовую авиационную дивизию.
В составе действующей армии дивизия находилась с 6 января 1943 года по 8 мая 1943 года.

## Командир дивизии
- Полковник Архангельский Пётр Петрович[2], 06.01.1943 — 20.01.1943
- Полковник Логинов Николай Иванович[2], 20.01.1943 — 08.05.1943